# Nostalgia (film 2018)
Nostalgia è un film corale del 2018 diretto da Mark Pellington.
La pellicola ha un cast corale di cui fanno parte, tra gli altri, Jon Hamm, Catherine Keener, Nick Offerman, Bruce Dern, Amber Tamblyn, Ellen Burstyn e John Ortiz.

## Promozione
Il primo trailer del film viene diffuso il 4 gennaio 2018.

## Distribuzione
Il film è stato presentato in anteprima il 6 gennaio 2018 al Palm Springs International Film Festival. Verrà distribuito nelle sale cinematografiche statunitensi a partire dal 16 febbraio 2018.

### Divieti
Negli Stati Uniti, il film è stato vietato ai minori di 17 anni non accompagnati da adulti per la presenza di "linguaggio non adatto".